# Arhivski vjesnik
Arhivski vjesnik godišnjak je Hrvatskog državnog arhiva.

## Povijest
Časopis je počeo izlaziti kao Vjestnik Kraljevskog hrvatsko-slavonsko-dalmatinskog zemaljskog arkiva (1899. – 1920.), a zatim kao Vjesnik Kraljevskog državnog arkiva (1925. – 1945.). Od 1958. izlazi kao Arhivski vjesnik. Glavni urednici bili su Ivan Bojničić, Emilij Laszowski, Josip Nagy, Josip Matasović, Bernard Stulli, Petar Strčić, Miljenko Pandžić, Melina Lučić, Diana Mikšić, Vlatka Lemić, Snježana Ivanović. Od 1984. godine izlaze i Posebna izdanja Arhivskog vjesnika.  Aktualna glavna urednica je Rajka Bućin. 

## Sadržaj
Arhivski vjesnik središnji je hrvatski arhivistički časopis. Objavljuje radove iz arhivske teorije i prakse, s naglaskom na suvremenim tendencijama razvoja novih medija i informacijskih tehnologija, te na suvremenome records managementu. Također objavljuje radove o povijesti institucija i arhivistici srodnih disciplina. Ne objavljuje arhivsko gradivo, kao ni povijesne članke i rasprave koji nisu povezani s poviješću institucija. Obrađuje i bibliografije o pojedinim područjima istraživanja ili vrijednim pojedinačnim arhivističkim opusima. Zastupljeni radovi su s područja arhivistike, pomoćnih povijesnih znanosti, informatike i srodnih disciplina.

## Vanjske poveznice
Mrežna mjesta
- Arhivski vjesnik na Hrčku